# Église Saint-Pierre-ès-Liens de Pujols-sur-Ciron
Pour les articles homonymes, voir Église Saint-Pierre-ès-Liens.
L'église Saint-Pierre-ès-Liens est une église catholique située dans la commune de Pujols-sur-Ciron, dans le département de la Gironde, en France.

## Localisation
L'église est située dans le cœur du bourg.

## Historique
L'édifice, construit à l'origine vers le XIe ou le XIIe siècle, a été agrandi au XVe siècle par l'adjonction d'un bas-côté nord, a vu son clocher bâti au XVIIe siècle et a été augmenté d'une sacristie et d'un porche au XVIIIe siècle ; il est classé au titre des monuments historiques depuis 1908 pour son portail.

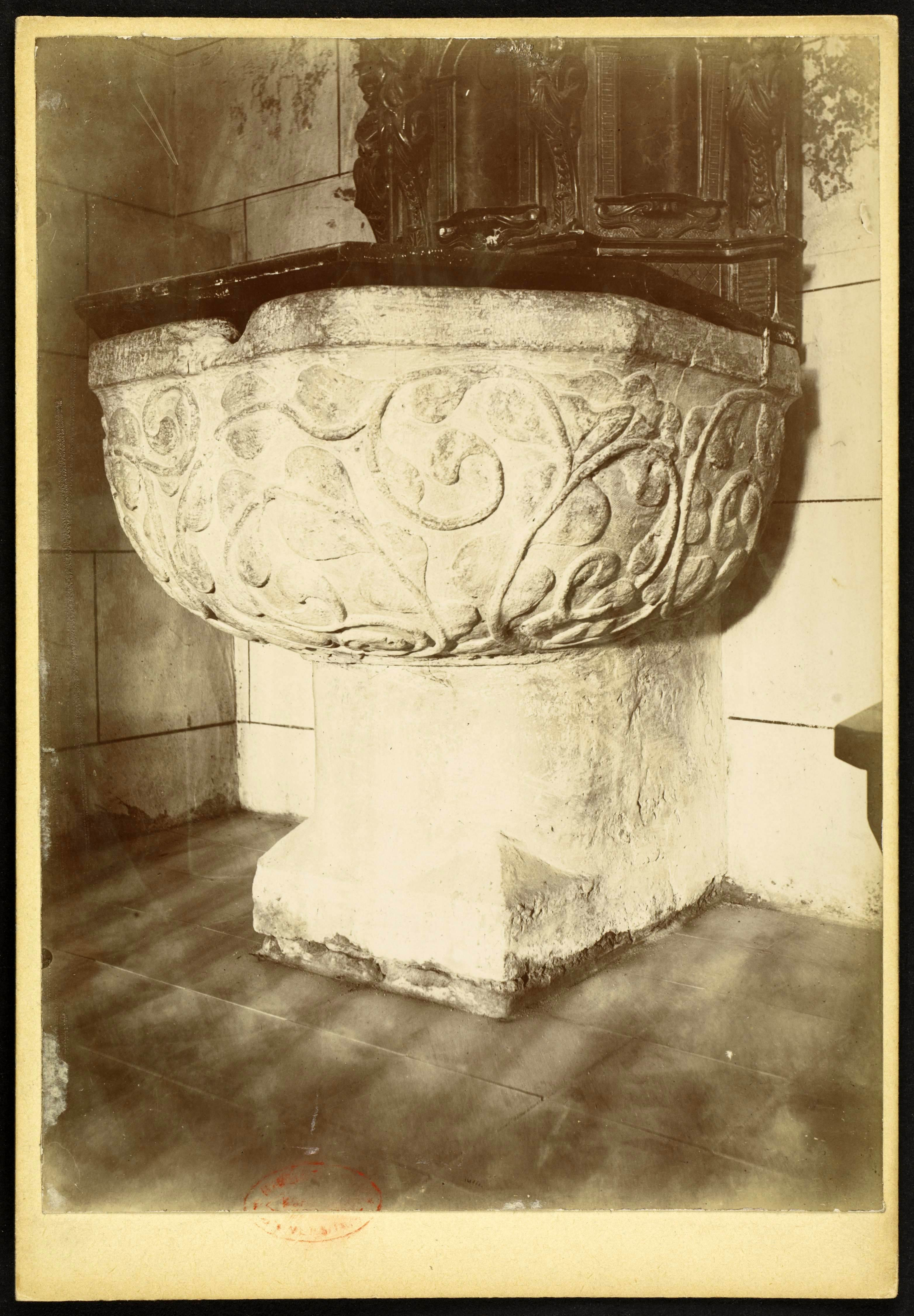
Bénitier (Brutails).
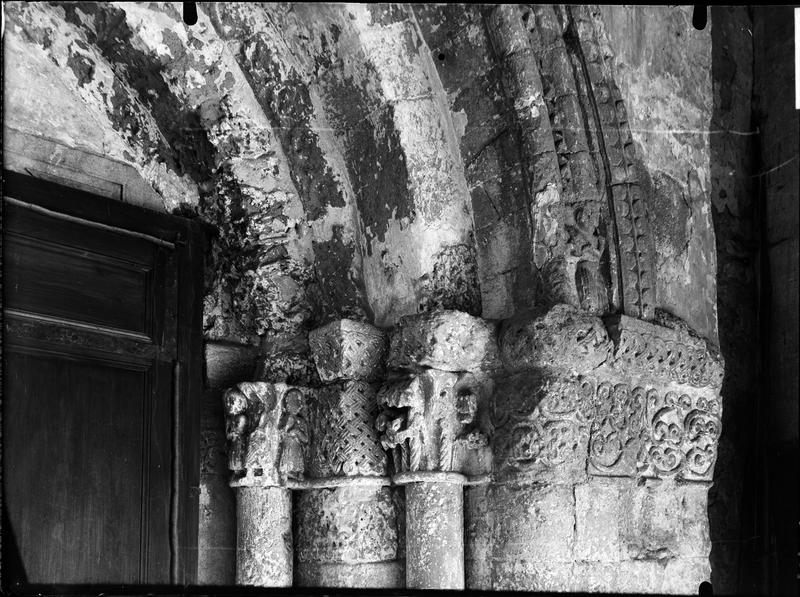
Portail, ébrasure sud (Brutails).
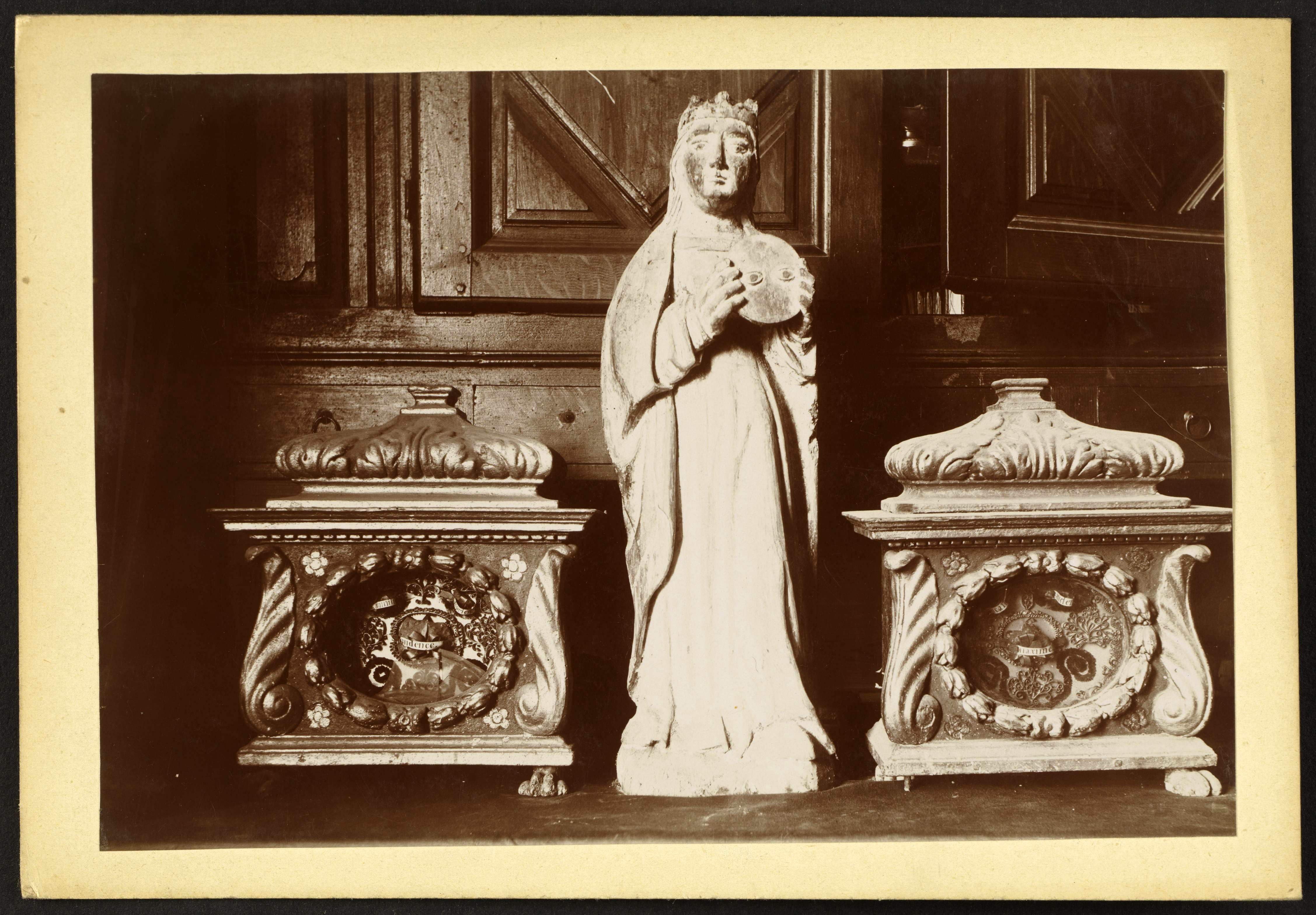
Statue.
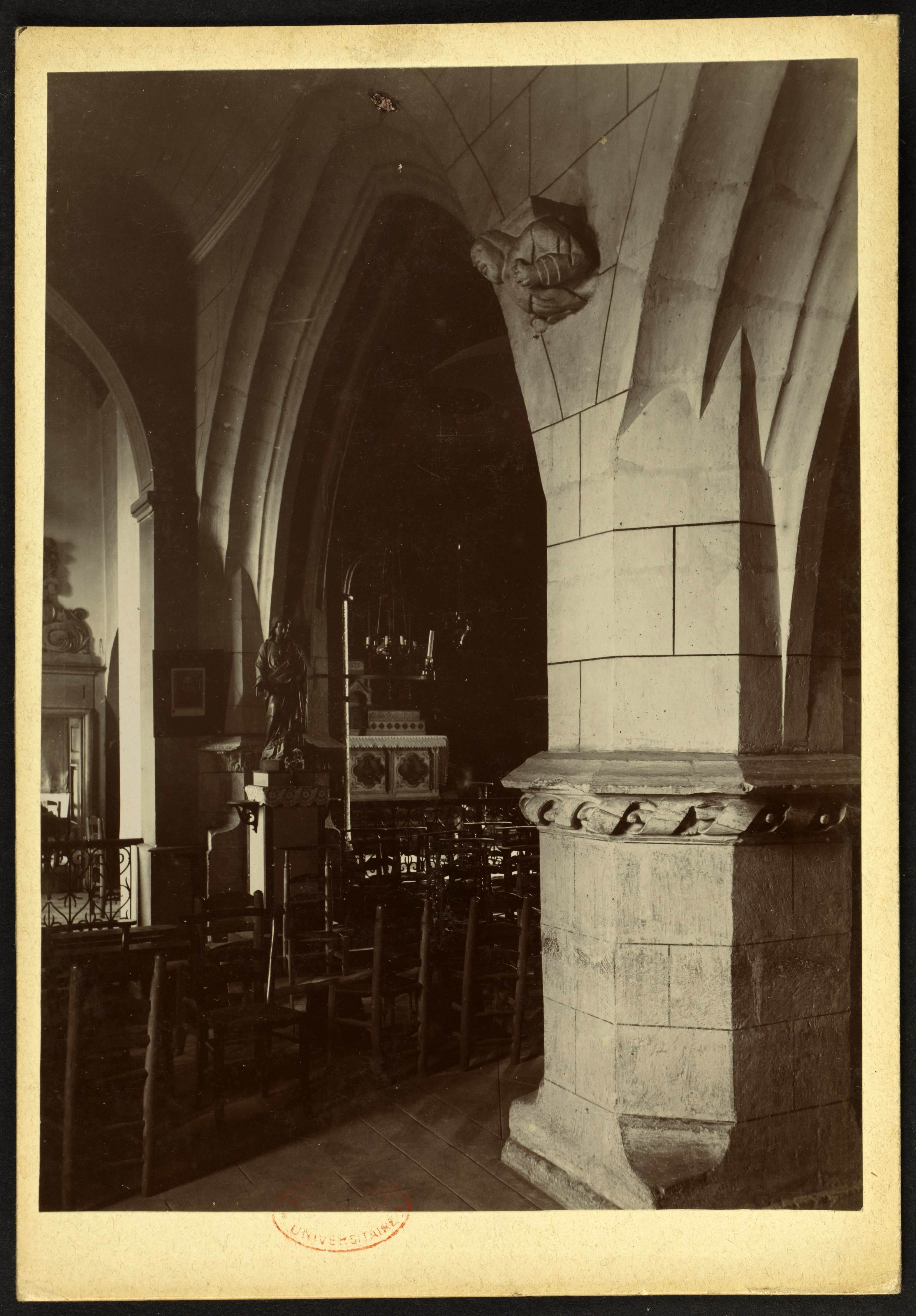
Intérieur de l'église.